# Président fédéral (Allemagne)
Pour les articles homonymes, voir Président fédéral et Président fédéral (Autriche).
Le président fédéral (en allemand : Bundespräsident ), officiellement le président fédéral de la République fédérale d'Allemagne (en allemand : Bundespräsident der Bundesrepublik Deutschland), est le chef de l'État de la République fédérale d'Allemagne, dont les compétences politiques et institutionnelles sont régies par le titre V de la Loi fondamentale de 1949.
S'il assume une charge essentiellement honorifique, le président fédéral est, d'une manière générale, considéré comme une figure morale importante, garante des institutions du pays. Ainsi, il promulgue les lois, signe les traités et propose au Bundestag un candidat à la fonction de chancelier fédéral.
S'il est parfois assimilé à l'exécutif, le président fédéral est généralement considéré comme une personnalité étant « au-dessus des partis » et « des trois branches du gouvernement ». À ce titre, il fait figure de « pouvoir neutre ».
Élu pour un mandat de cinq ans par l'Assemblée fédérale, il ne peut concourir pour un second mandat présidentiel consécutif qu'une seule fois, et ce pour la même durée.
Il dispose d'une résidence officielle, le château de Bellevue, à Berlin. Par ailleurs, la villa Hammerschmidt, à Bonn, ancienne résidence officielle des présidents fédéraux allemands lorsque Bonn était la capitale de la République fédérale, est mise à sa disposition comme résidence de villégiature.
L'actuel président fédéral est, depuis le 19 mars 2017, le social-démocrate Frank-Walter Steinmeier, ancien vice-chancelier d'Allemagne et ministre fédéral des Affaires étrangères.

## Élection présidentielle

### Indépendance de la fonction
Selon l'article 55 de la Loi fondamentale, le président fédéral, lorsqu'il exerce ses fonctions, ne peut appartenir ni au gouvernement ni à un organe législatif de la Fédération ou d'un Land. Il ne peut également exercer aucune fonction publique rémunérée, aucune profession industrielle ou commerciale ni aucun métier. Il ne peut pas faire partie de la direction ou du conseil d'administration d'une entreprise poursuivant des buts lucratifs. Avant d'entrer en fonction, il est sommé de démissionner de toutes les fonctions qu'il puisse occuper.
De même, selon le paragraphe 22 de la loi électorale européenne, un député européen d'origine allemande élu au poste de président doit immédiatement quitter ses fonctions au Parlement européen, avant d'entrer en fonction.

### Conditions d'une candidature
D'après l'article 54 de la Loi fondamentale, tout citoyen allemand ayant le droit de vote au Bundestag et ayant 40 ans révolus le jour de l'élection, est éligible à la fonction présidentielle. À ce jour, le plus jeune titulaire de cette fonction est le conservateur Christian Wulff, âgé, lors de son élection, de 51 ans.
Tout membre de l'Assemblée fédérale peut être candidat s'il dépose son consentement écrit conformément à l'article 9 alinéa 1 de la loi consacrée à l'élection présidentielle.
La sélection des candidats avant l'élection est, de façon générale, déterminée par la distribution partisane des votes à l'Assemblée fédérale et par les considérations tactiques des partis. Selon la situation, les partis tentent de trouver, par un processus interne, un candidat de leur rang, susceptible d'être élu par l'Assemblée fédérale.
L'importance de ces tractations lors des élections et les modalités de sélection ont conduit à des débats concernant une possible modification de la Loi fondamentale afin que le président fédéral soit élu au suffrage universel direct, c'est-à-dire par le peuple allemand lui-même. À l'origine, les rédacteurs de la Loi fondamentale avaient choisi une forme indirecte, car ils croyaient que celle-ci permettrait d'élire un chef d’État qui, bien qu'accepté par le plus grand nombre, serait isolé de la pression publique et pourrait, de ce fait, travailler en toute indépendance en sa qualité de garant des institutions. Cependant, les partisans d'une élection au suffrage universel direct estiment que cette forme rendrait le processus électoral dans son ensemble plus transparent et ramènerait des décisions politiques officieuses au premier plan.

### Processus électoral

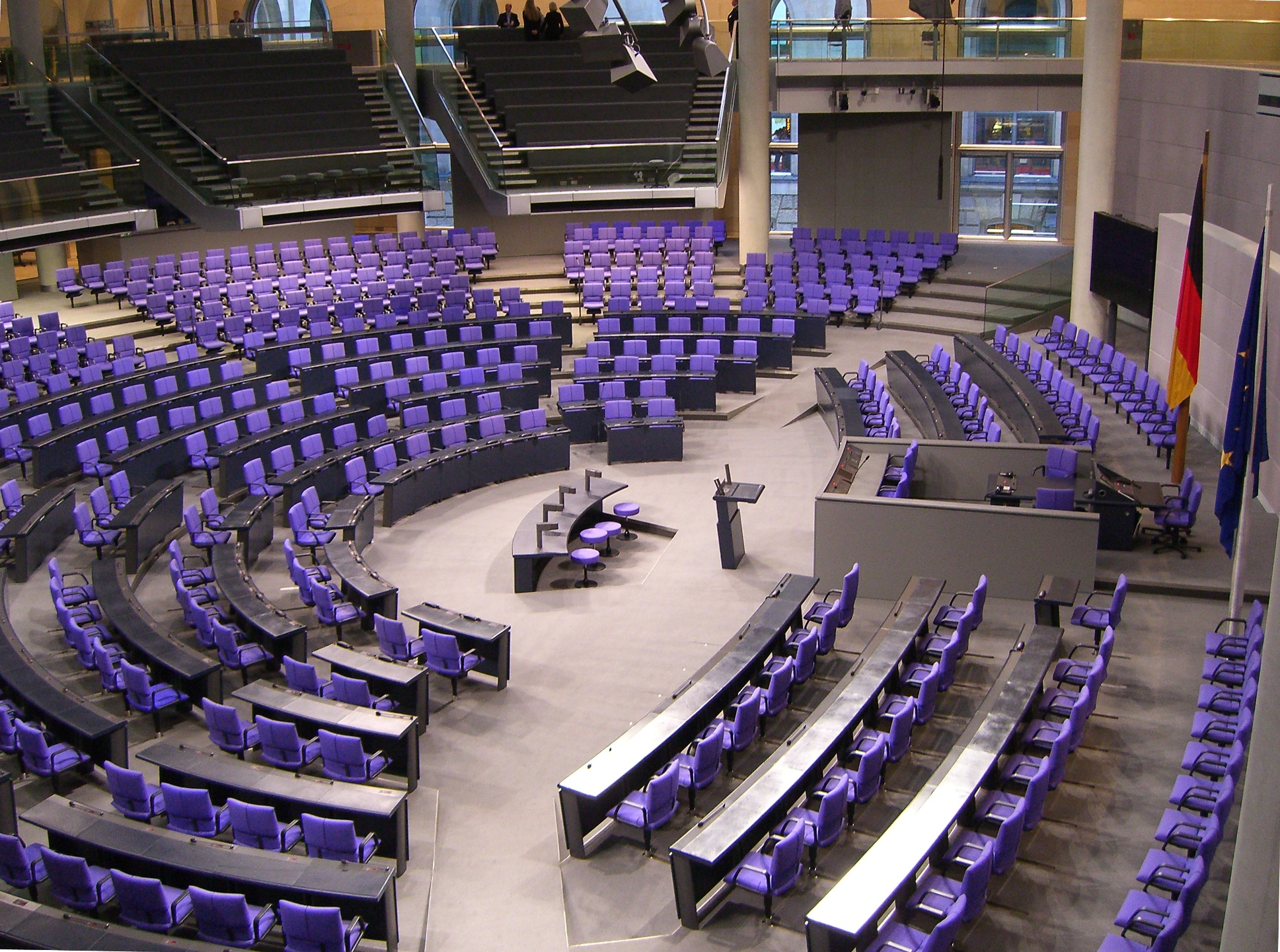
Salle plénière du palais du Reichstag, où se réunit l'Assemblée fédérale.

Le président fédéral est élu au suffrage indirect majoritaire à trois tours par l'Assemblée fédérale pour un mandat de cinq ans renouvelable une seule fois de manière consécutive. Les conditions générales d'organisation sont régies par la Loi fondamentale et les modalités par la loi fédérale sur l'élection du président fédéral (en abrégé, BPräsWahlG,). La plupart des spécialistes du droit constitutionnel estiment que l'expression : « une seule réélection immédiate est permise » de l'article 54 de la Loi fondamentale, signifie qu'il est possible d'être élu plus de deux fois à condition que le troisième mandat ne soit pas consécutif aux deux premiers.
Le vote a lieu à bulletin secret. Est élu le candidat qui recueille au premier tour les voix de la majorité absolue du total des membres de l'Assemblée fédérale. À défaut, un deuxième tour est organisé dans les mêmes conditions. Si aucun candidat n'est élu à l'issue du deuxième tour, un troisième est organisé avec un abaissement du seuil à atteindre à la simple majorité relative des voix : le candidat recueillant le plus de suffrages l'emporte,. Des élections allant jusqu'au troisième tour de scrutin ont eu lieu en 1969, 1994 et 2010.
L'Assemblée fédérale (Bundesversammlung) est un collège électoral composé des membres du Bundestag et d'un nombre égal de représentants des Landtage, les parlements unicaméraux des seize Länder allemands. Le nombre de membres de l'assemblée fédérale dépasse le millier tout en étant rarement le même car la taille du Bundestag varie d'une législature à une autre en raison de son système électoral. Il y a cependant toujours le même nombre de représentants des Landtage que de membres du Bundestag. Leur nombre est réparti entre les Länder en proportion de leur population. Élus par les parlements des Länder, ils n'ont pas pour obligation d'en être eux-mêmes membres, leurs conditions d'éligibilité étant simplement les mêmes que ceux des candidats aux élections du Bundestag,. Depuis la fin des années 90, les Landtage élisent traditionnellement des représentants des arts, des sports et des médias en plus de ceux de la vie politique.
L'Assemblée se réunit dans les trente jours précédant la fin du mandat du président sortant, ou dans les trente jours suivant celle-ci en cas de décès ou de démission. Elle est convoquée par le président du Bundestag, qui la préside sauf s'il est lui même candidat à l'élection, auquel cas l'un de ses vice-présidents le supplée,. De 1979 jusqu'en 2009, toutes les Assemblées fédérales ont été convoquées le 23 mai, date de la fondation de la République fédérale en 1949. La première exception a eu lieu lors de l'élection de 2010 du fait de sa convocation anticipée, Horst Köhler ayant démissionné de son poste avant la fin de son mandat. Celle de 2012 eu lieu le 18 mars, date anniversaire des premières élections libres en RDA.

### Prestation de serment
Le président-élu doit indiquer au président du Bundestag s'il accepte l'élection, au plus tard deux jours après en avoir été informé. Selon l'article 54 alinéa 7 de la Loi fondamentale et l'article 10 de la loi sur l'élection du président fédéral, son quinquennat débute à la fin de celui de son prédécesseur et après la remise de sa déclaration d'acceptation.
Il est assermenté par le président du Bundestag, qui lui présente un exemplaire de la Loi fondamentale, au cours d'une session conjointe du Bundestag et du Bundesrat. En vertu de l'article 56 alinéa 1 de la Loi fondamentale, il prête le serment suivant :
« Ich schwöre, dass ich meine Kraft dem Wohle des deutschen Volkes widmen, seinen Nutzen mehren, Schaden von ihm wenden, das Grundgesetz und die Gesetze des Bundes wahren und verteidigen, meine Pflichten gewissenhaft erfüllen und Gerechtigkeit gegen jedermann üben werde. So wahr mir Gott helfe. »
« Je jure de consacrer mes forces au bien du peuple allemand, d’accroître ce qui lui est utile, d’écarter de lui tout dommage, de respecter et de défendre la Loi fondamentale et les lois de la Fédération, de remplir mes devoirs avec conscience et d’être juste envers tous. Que Dieu me vienne en aide ! »
— Article 56 de la Loi fondamentale
L'appel à l'aide de Dieu concluant le serment peut être omis, car il s'agit d'une volonté religieuse émise par le président-élu. Un président dont le mandat est renouvelé pour la seconde fois ne prête généralement pas serment,.
L'assermentation ne constitue pas le début du mandat présidentiel, puisqu'il constitue une obligation pour le président déjà entré en fonction.

## Compétences du président fédéral
Les fonctions du président fédéral sont précisées au titre V de la Loi fondamentale. Toutefois, les tâches du « premier homme de l’État » à l'échelon national et international dépassent largement celles que lui assigne la Constitution du pays. Ainsi, les désignations de « notaire fédéral suprême », de « premier représentant de l’État » ou de « figure d’intégration », décrivent des aspects supplémentaires de la fonction de président fédéral.
En sa qualité de chef de l’État, les tâches suivantes lui reviennent :
- représenter la Fédération en vertu du droit international public ;
- accréditer les représentants diplomatiques ;
- exercer le droit de grâce au niveau fédéral ;
- signer et promulguer les lois fédérales, publiées dans le Bundesgesetzblatt (Journal officiel) ;
- proposer un candidat au poste de chancelier, le nommer et le révoquer ;
- nommer et révoquer les ministres fédéraux, sur proposition du chancelier ;
- nommer et révoquer les juges fédéraux, les fonctionnaires fédéraux, les officiers et sous-officiers, sauf décision contraire des ordres et décrets ;
- dissoudre le Bundestag si celui-ci n'arrive pas à élire un chancelier après trois tours de scrutin ou si un vote de confiance a échoué ;
- promulguer l'adoption de l'état de défense en cas d'attaque ;
- convoquer le Bundestag ;
- convoquer la Commission sur le financement des partis politiques d'après la loi sur les partis politiques.

Dans de nombreux cas, le contreseing du chancelier fédéral ou du ministre compétent est nécessaire, conformément à l'article 58 de la loi fondamentale. Cependant, la nomination et la révocation du chancelier ainsi que la dissolution du Bundestag ne nécessitent pas le contreseing d'un tiers. Ce sont des fonctions réservées au président fédéral.

### Compétences diplomatiques
Le président fédéral occupe la première place dans l'ordre protocolaire. Il est l'organe constitutionnel qui représente la République fédérale en Allemagne. Il exerce cette représentation en assurant par son action et ses apparitions en public la visibilité de l'État, c'est-à-dire son existence, sa légitimité, sa légalité et son unité.
À l'étranger, il représente l'Allemagne en tant que chef de l'État. Il accrédite les diplomates allemands (généralement par la lettre d'accréditation) et reçoit les lettres d'accréditation des représentants des organisations internationales et des diplomates des États étrangers. Formellement, c'est aussi lui qui désigne les représentants de l'Allemagne pour les négociations et signe les instruments de ratification de traités internationaux même si la décision dans ce domaine appartient en fait au gouvernement et au Bundestag.

### Relations avec le gouvernement

#### Nomination, puis révocation des membres du gouvernement fédéral
Après des élections au Bundestag, le président propose au premier tour de scrutin un candidat au poste de chancelier fédéral, conformément à l'article 64 de la Loi fondamentale. Légalement, la proposition du président est libre. Cependant, tous les présidents ont jusqu'alors proposé le candidat de la coalition majoritaire formée à la suite du scrutin. Si ce candidat échoue à recueillir la confiance de la majorité absolue des députés fédéraux puis que ces derniers ne parviennent pas à en élire un dans les quatorze jours qui suivent, le président fédéral peut soit nommer un candidat ayant recueilli la majorité relative, soit dissoudre l'assemblée, sans contreseing.
Il nomme ensuite les ministres fédéraux, sur proposition du chancelier, mais pas le vice-chancelier, désigné par le seul chef du gouvernement fédéral. Si ce dernier souhaite qu'un ministre soit relevé de ses fonctions, le président fédéral ne peut pas s'y opposer. Il peut simplement, à titre personnel, demander les raisons de cette révocation.
Le président fédéral ne peut pas refuser la démission du chancelier. Conformément à l'article 69 alinéa 3 de la Loi fondamentale, le président fédéral peut demander au chancelier d'assurer la gestion des affaires courantes jusqu'à l'élection de son successeur, mais le président ou le chancelier peut demander à un ministre d'assurer cette tâche à sa place. Ainsi en 1974, Willy Brandt a quitté la chancellerie sans attendre la désignation de son successeur, et la direction de l'exécutif est revenue pendant quelques jours au vice-chancelier Walter Scheel à la demande du président Gustav Heinemann.

#### Autres nominations
Le président nomme les juges fédéraux, les fonctionnaires fédéraux et des officiers militaires. Toutes ces nominations requièrent le contreseing du chancelier ou du ministre fédéral compétent.

### Promulgation des lois

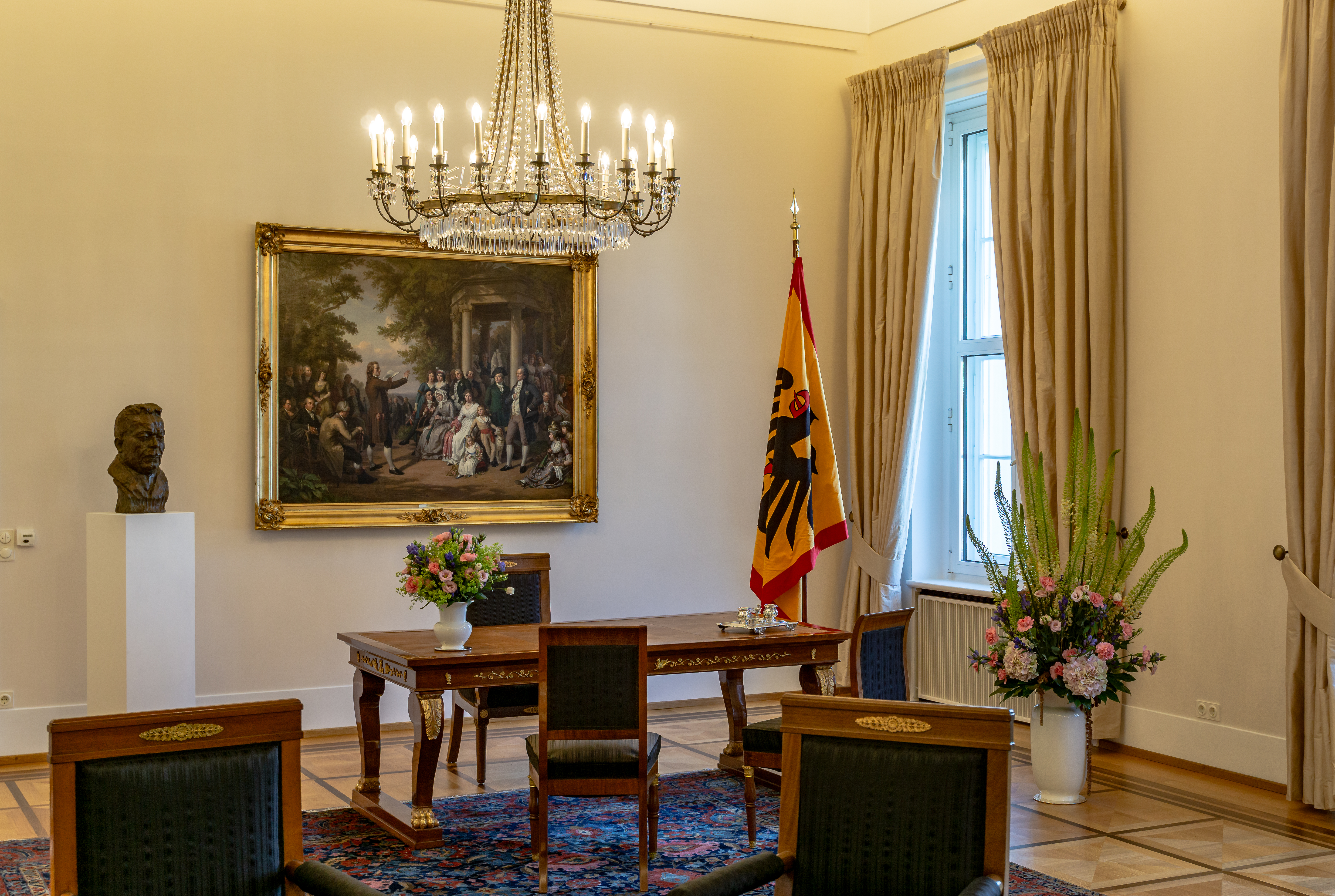
Bureau présidentiel au château de Bellevue à Berlin.

Après le contreseing du ministre fédéral compétent et du chancelier fédéral, les lois fédérales sont signées par le président fédéral : il s'agit de la promulgation. Toutefois, en tant que gardien du droit de la Constitution, le Président doit, avant de promulguer la loi, vérifier si elle a été adoptée en conformité avec les dispositions de la Loi fondamentale. Dans la pratique, et selon l'opinion majoritaire, la procédure a un aspect formel (les dispositions procédurales de la Loi fondamentale), et un aspect matériel (droits fondamentaux, définition des buts de l’État, organisation de l’État). S'il estime la loi conforme, il la promulgue. Dans le cas contraire, il reste obligé de la promulguer afin de permettre le recours au Tribunal constitutionnel fédéral.
Jusqu'à présent, les présidents fédéraux ont, par huit fois, refusé de grossoyer des lois fédérales et donc ne pas les signer. À certaines occasions, le président a critiqué quelques erreurs dans la procédure législative, tandis que d'autres fois il s'agissait de manquements matériels à la Loi fondamentale.
- Theodor Heuss a signé en 1951 la « loi sur la gestion des revenus et société » pour des raisons purement formelles car il n'y avait pas de consentement du Bundesrat.
- Neuf ans plus tard son successeur Heinrich Lübke a refusé de signer la « loi sur le personnel opérationnel et commercial ». Il y voyait une ingérence inadmissible dans la liberté professionnelle[16].
- Par deux fois Gustav Heinemann a rappelé ses limites au législateur : pour la loi sur l'ingénierie (1969) et aussi la loi sur les architectes (1970) car il considérait que cela ne relevait pas de la compétence du législateur.
- En 1976, la « loi sur la simplification du refus de service militaire » a été arrêtée par Walter Scheel.
- En 1991, le président fédéral Richard von Weizsäcker a rejeté la « dixième loi modifiant la loi sur le trafic aérien », qui prévoyait la privatisation de l'administration gérant le trafic aérien, pour inconstitutionnalité matérielle. Il ne l'a donc pas signée. Cela a conduit à l'introduction de l'article 87d, alinéa 1, phrase 2 dans la Loi fondamentale qui autorise la législature à déterminer si elle a conçu la gestion du trafic aérien en termes de personne morale de droit public ou de droit privé. La loi a alors de nouveau été votée et, cette fois-ci, le président l'a promulguée.
- En octobre 2006, Horst Köhler n'a pas signé la loi modifiant le contrôle du trafic aérien pour cause d'incompatibilité avec l'article 87d alinéa 1 de la Loi fondamentale[17]. En décembre 2006, il a rejeté la loi sur l'information des consommateurs car elle serait contraire, selon lui, à l'article 84, alinéa 1, phrase 7 de la Loi fondamentale qui interdit au gouvernement fédéral de transférer par la loi des tâches aux communes[18].

Dans neuf cas, bien que les présidents aient signé des lois fédérales, leur promulgation fut accompagnée d'une déclaration publique présentant les doutes quant à la constitutionnalité. Pour exemple, Karl Carstens avec, entre autres, la Loi sur la responsabilité de l’État de 1981 ; Richard von Weizsäcker lors de la réforme du financement des partis politiques et la loi sur l'énergie atomique de 1994 ; Johannes Rau avec la loi sur l'immigration de 2002 et Horst Köhler avec la loi sur la sécurité aérienne de 2006.

#### Contrôle formel
Le président dispose d'un droit d'examen formel de la procédure d'adoption de la loi au regard des dispositions procédurales de la Loi fondamentale. Que ce contrôle soit un droit ou une obligation fait l'objet d'un débat. Si certains considèrent que le droit d'examen formel du président suffirait, d'autres sont partisans de l'implication du Bundesrat du fait de la limitation de la compétence présidentielle formulée dans les articles 78, 81, alinéa 2, et 115d de la Loi fondamentale.

#### Contrôle matériel
L'examen d'aspect matériel consiste en la vérification de la conformité avec les droits fondamentaux, les objectifs et l'organisation de l’État.

### Dissolution du Bundestag
Le président peut dissoudre le Bundestag. Ce pouvoir, d'une portée considérable, est limité à deux cas précis.
Lorsque le Bundestag ne réussit pas à élire un chancelier avec les votes de la majorité de ses membres, le président a la possibilité de nommer un chancelier minoritaire ou, dans un délai de sept jours, de dissoudre le Bundestag. Dans ce cas, l'ordonnance de dissolution ne nécessite pas le contreseing du gouvernement fédéral.
De même, le président peut dissoudre le Bundestag lorsque celui-ci rejette la question de confiance du chancelier.
Il y a eu trois dissolutions du Bundestag : le 23 septembre 1972 par Gustav Heinemann ; le 6 janvier 1983 par Karl Carstens ; le 21 juillet 2005 par Horst Köhler. Chaque dissolution a été « provoquée », le chancelier fédéral organisant sa défaite lors d'un vote de confiance en vue d'anticiper les élections fédérales par l'abstention de sa propre majorité.

### Droit de grâce
En vertu de l'article 60, alinéa 2 de la Loi fondamentale, le président fédéral exerce le droit de grâce. Cela signifie qu'il a autorité pour révoquer ou commuer une peine pénale ou disciplinaire dans des cas individuels.
Cependant, le président ne peut pas décréter la renonciation ou la commutation d'un ensemble d'infractions. Cela exige une loi promulguée par le Bundestag en conjonction avec le Bundesrat.
En raison de la structure fédérale de l'Allemagne, le président fédéral est seul responsable du traitement de certaines affaires criminelles (par exemple l'espionnage et le terrorisme) et de certaines procédures disciplinaires contre les fonctionnaires fédéraux, les juges fédéraux et des militaires.
Pour les autres infractions, le droit de grâce relève de la compétence juridictionnelle du Land.

### Responsable des honneurs et des décorations
La tâche de remettre les honneurs et décorations aux personnes s'étant distinguées en rendant service à la nation relève traditionnellement du chef de l’État. Le président remet les décorations suivantes :
- l'ordre du Mérite de la République fédérale d'Allemagne ;
- la Silbernes Lorbeerblatt ;
- Pour le mérite ;
- la médaille d'argent handisport ;
- les insignes Zelter, Pro Musica, Eichendorff, Sports.

Le président est aussi l'autorité suprême en matière d'honneurs et décorations dans la République fédérale d'Allemagne. Il peut, par exemple, accorder aux citoyens allemands la permission d'accepter et de porter une décoration étrangère ou d'accepter des titres étrangers.
Dans l'accomplissement de sa tâche, le président fédéral est assisté par la chancellerie des honneurs et décorations du bureau du président qui fournit des informations et qui, en coopération avec les chancelleries d’État et les sénats des seize Länder, prépare et met en œuvre les décisions du président fédéral dans ce domaine.

## Positions politiques

### Cas historiques
Les attributions et les pouvoirs du président fédéral sont beaucoup moins étendus que ceux autrefois détenus par le président du Reich dans la Constitution de Weimar. Le président Hindenburg avait fait un usage funeste de ses pouvoirs, vers la fin de la république de Weimar, ce qui a facilité l’établissement du totalitarisme nazi.
En élaborant la Loi fondamentale, le Conseil parlementaire en tira donc les conséquences et réduisit considérablement les attributions et les pouvoirs du président fédéral qui ne peut, par exemple, plus désigner seul le chancelier ni promulguer des « décrets d'urgence » (Notverordnungen).
Le président fédéral n'est pas non plus chef des armées. Il ne suffit cependant pas d'établir une comparaison avec la fonction de président du Reich pour cerner toutes les caractéristiques de sa charge. Remodelée par la Loi fondamentale, la fonction suprême se définit essentiellement par rapport aux autres organes constitutionnels.

### Discours
Traditionnellement, juste après sa prestation de serment, le président fédéral délivre un discours d'investiture dans lequel il présente sa définition de la fonction présidentielle et les ambitions qui sont les siennes pour son mandat.
Au cours de son mandat, le chef de l'État prononce de nombreux discours, plus ou moins importants, qui confortent son statut d'arbitre politique et de garant des institutions de l'État fédéral. Richard von Weizsäcker, qui dénonçait régulièrement le passé fasciste de l'Allemagne et les atteintes aux libertés, et Johannes Rau, qui présenta ses excuses à la Knesset de l'État d'Israël au nom de son pays pour les crimes de l'Holocauste juif, ont notamment marqué les esprits pour la qualité de leur éloquence. Plus récemment, le président Joachim Gauck profite de ces occasions pour dénoncer l'extrémisme, défendre l'idée européenne et appeler à un rôle accru de l'Allemagne sur la scène diplomatique européenne.

## Statut présidentiel

### Statut en droit pénal et civil
Au cours de son mandat présidentiel, le président fédéral dispose d'une immunité judiciaire. Elle ne peut être levée que sur la décision du Bundestag, après un vote des parlementaires, et ce à la suite d'une affaire dont les faits semblent justifiés.
Ainsi, seul Christian Wulff a démissionné, son immunité présidentielle mise en cause après son implication dans un scandale financier et sous la pression populaire.

### Résidences
Le président fédéral dispose d'une résidence officielle, le château de Bellevue, situé à Berlin. Ayant été l'objet de grands travaux entre 2004 et 2006, le château n'accueille plus désormais les appartements présidentiels. Depuis, le président fédéral et sa famille disposent d'une villa située dans le quartier de Dahlem. Le château accueille cependant toujours les bureaux du président, lui sert pour les réceptions d'État et dispose d'un bâtiment annexe pour les fonctionnaires de la présidence. 
Avant le transfert de la capitale fédérale à Berlin, la résidence présidentielle officielle, la villa Hammerschmidt, se situait à Bonn, l’ancienne capitale du temps de la partition en deux Allemagnes. Elle est devenue, depuis, une résidence de villégiature pour le président fédéral.

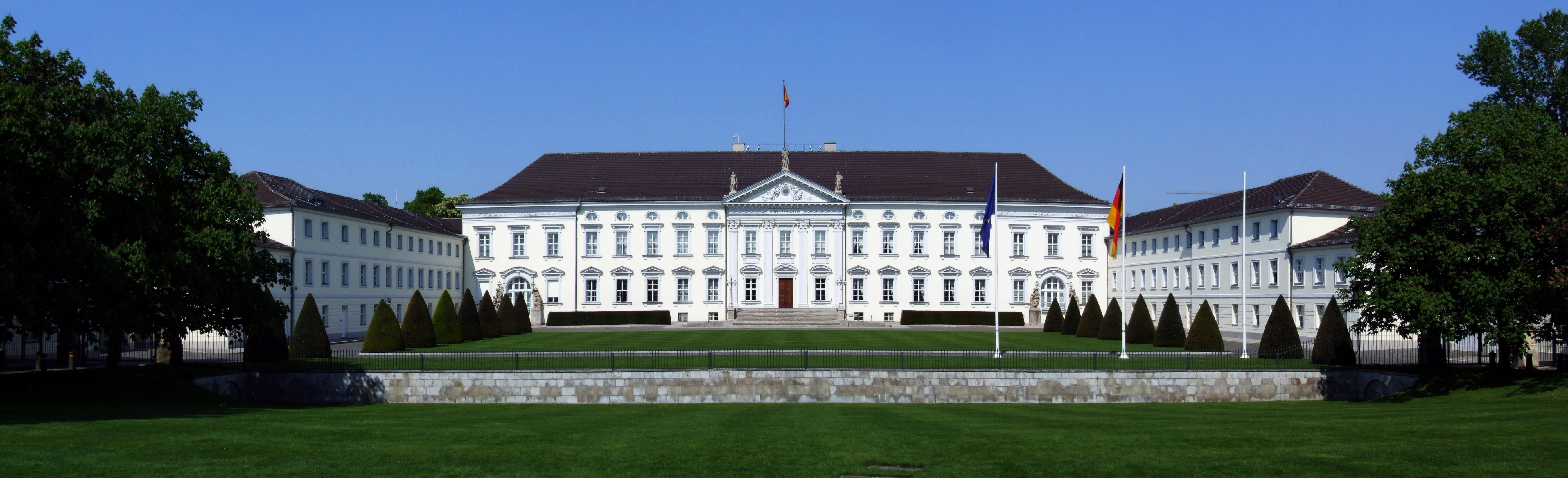
Le château de Bellevue, à Berlin.
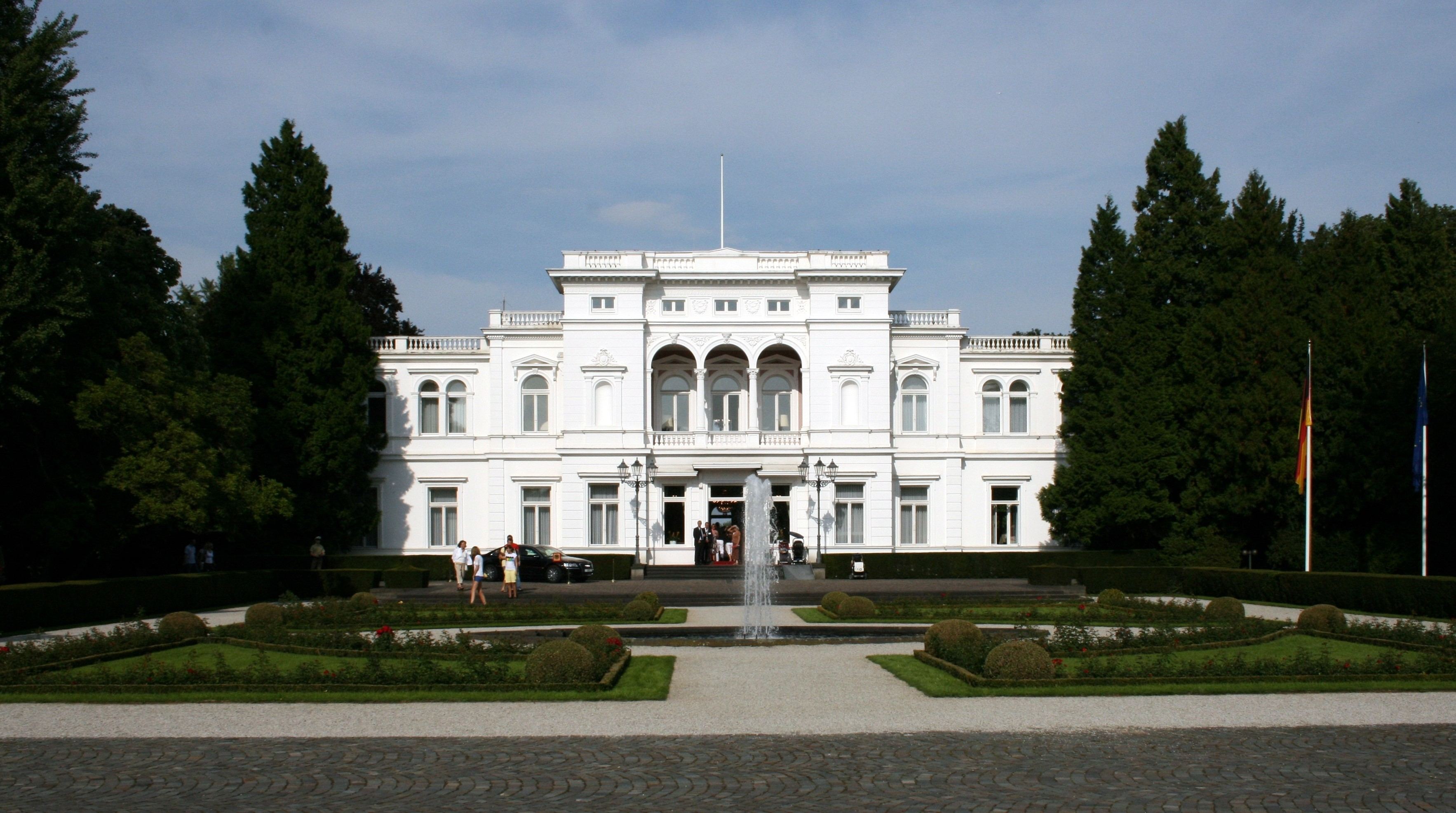
La villa Hammerschmidt, à Bonn.

### Revenu
Le président fédéral reçoit un salaire correspondant à dix neuvièmes de la rémunération du bureau du chancelier. Selon le budget fédéral de 2010, son salaire était de 199 000 € auquel il convient d'ajouter 78 000 € d'indemnisation de frais. Ces frais servent à payer les domestiques de la résidence officielle, celle-ci étant entièrement meublée par le président fédéral.
Après avoir quitté sa fonction, des émoluments continuent à lui être versés à titre honoraire. L'ancien président conserve un bureau et un secrétaire auprès de l'administration de la présidence fédérale.

## Succession
En cas de vacance du poste, survenue à la suite du décès du président fédéral ou à la démission de celui-ci, c'est le président du Bundesrat, la Chambre haute allemande, qui assure l'intérim.
Ce cas est intervenu deux fois depuis 1949 :
- le 31 mai 2010, à la suite de la démission de Horst Köhler, le président du Bundesrat, Jens Böhrnsen, assura l'intérim jusqu'au 30 juin, lorsque le président élu, Christian Wulff, prêta serment ;
- le 17 février 2012, dans les heures qui suivent la démission de Christian Wulff, le président du Bundesrat, Horst Seehofer, est chargé par la Loi fondamentale d'assurer la continuité de l'État et ce jusqu'au 18 mars, date à laquelle Joachim Gauck fut élu par les grands électeurs au château de Bellevue.

Il faut savoir qu'un président fédéral intérimaire ne dispose pas de pouvoirs aussi étendus qu'un président fédéral dit « de plein exercice ».
En outre, le président Heinrich Lübke a démissionné le 30 juin 1969, soit deux mois et demi avant la fin de son mandat, mais il l'avait annoncé dès octobre 1968, permettant la tenue d'une élection présidentielle anticipée sans intérim.

## Présidents fédéraux successifs
Depuis 1949, douze hommes ont été élus présidents fédéraux :
| #  | Nom | Nom                     | Parti | Début de mandat   | Fin de mandat     | Mandats |
| -- | --- | ----------------------- | ----- | ----------------- | ----------------- | ------- |
| –  |     | Karl Arnold             | CDU   | 7 septembre 1949  | 13 septembre 1949 | Intérim |
| 1  |     | Theodor Heuss           | FDP   | 13 septembre 1949 | 12 septembre 1959 | 2       |
| 2  |     | Heinrich Lübke          | CDU   | 13 septembre 1959 | 30 juin 1969      | 2       |
| 3  |     | Gustav Heinemann        | SPD   | 1er juillet 1969  | 30 juin 1974      | 1       |
| 4  |     | Walter Scheel           | FDP   | 1er juillet 1974  | 30 juin 1979      | 1       |
| 5  |     | Karl Carstens           | CDU   | 1er juillet 1979  | 30 juin 1984      | 1       |
| 6  |     | Richard von Weizsäcker  | CDU   | 1er juillet 1984  | 30 juin 1994      | 2       |
| 7  |     | Roman Herzog            | CDU   | 1er juillet 1994  | 30 juin 1999      | 1       |
| 8  |     | Johannes Rau            | SPD   | 1er juillet 1999  | 30 juin 2004      | 1       |
| 9  |     | Horst Köhler            | CDU   | 1er juillet 2004  | 31 mai 2010       | 2       |
| –  |     | Jens Böhrnsen           | SPD   | 31 mai 2010       | 30 juin 2010      | Intérim |
| 10 |     | Christian Wulff         | CDU   | 30 juin 2010      | 17 février 2012   | 1       |
| –  |     | Horst Seehofer          | CSU   | 17 février 2012   | 18 mars 2012      | Intérim |
| 11 |     | Joachim Gauck           | Ind.  | 18 mars 2012      | 18 mars 2017      | 1       |
| 12 |     | Frank-Walter Steinmeier | SPD   | 19 mars 2017      | En fonction       | 2       |

## Conjoint du président
Le conjoint du président fédéral est, à titre général, considéré comme la « Première dame d'Allemagne ».
Le conjoint du président fédéral peut peser un certain poids sur la scène publique. Ainsi, ces dernières années, de nombreuses Premières dames ont été considérées comme des atouts importants du mandat présidentiel de leurs époux. Par exemple, Eva Köhler, qui fut très populaire, s'est vivement engagée en faveur du développement du continent africain, soutenue en cela par le président Horst Köhler ; de même, Bettina Wulff, la plus jeune Première dame du pays depuis 1949, a joué un rôle public notable lors du court mandat présidentiel de son mari, le président Christian Wulff.
En 2012, la journaliste Daniela Schadt, compagne du président Joachim Gauck, devenait la Première dame de l'Allemagne. Pour la première fois depuis 1949, le couple présidentiel n'est pas marié.